# Adapaachte Joppo
Adapaachte Joppo (23 augustus 1940 - 24 juli 2021), ook wel Alapate of Arapahtë, was een inheems-Surinaams kapitein uit het volk Trio. Hij was de stichter van het dorp Wanapan.

## Biografie
Adapaachte Joppo groeide op in Kwamalasamoetoe, dat sinds het midden van de 20e eeuw een centrum vormt voor met name de Trio's, die hier gecentreerd leven om beter toegang te hebben tot voorzieningen en het werk van missionarissen te vergemakkelijken. Uit onvrede met het verlies van de eigen cultuur, vatte granman Asongo Alalaparoe eind 20e eeuw het plan op om dorpelingen terug te laten gaan naar de oorspronkelijke leefgebieden in het zuiden van Suriname.
Alalaparoe zond Joppo in 1998 uit naar de Boven-Corantijn, aan de grens met Guayana, waar hij het dorp Wanapan stichtte. Het ligt aan de andere kant van Wonotobovallen die niet per korjaal overgestoken kunnen worden vanwege de rotsen. Het werd een tussenstop langs de Corantijn tussen Kwamalasamoetoe en Apoera, op de route naar Paramaribo. Daarnaast moest hij illegalen zien tegen te houden die het Trio-gebied wilden binnendringen.
Na een tijdje ziek te zijn geweest, overleed hij in juli 2021 op 80-jarige leeftijd. Adapaachte Joppo wordt in zijn gemeenschap herinnerd om zijn moedigheid.